# 清华大学化学系
清华大学化学系是清华大学理学院下属的一个系，是清华大学早期院系之一。

## 历史
清华大学化学系始建于1926年。在中华人民共和国成立时，已成为当时国内高校中师资力量最为雄厚、学术水平最高的化学系之一。1952年的高等学校院系调整将清华大学化学系并入北京大学，使清华大学化学系的发展一度中断。1978年清华大学化工系恢复招收“物理化学与仪器分析”专业的理科学生，1980年化工系更名为化学与化学工程系，1985年11月化学系正式恢复建立。化学系于1990年建立物理化学博士点，2000年获化学一级学科博士点，2001年设立化学博士后流动站。
2013年5月成立清华大学理论化学中心，并举办首届国际研讨会。

## 学生与教职员工
目前，清华大学化学系在校学生500多人，其中本科生290多人。
清华大学化学系现有教职员工94人，其中两院院士5人，长江特聘教授10人，国家杰出青年基金获得者22人，同时还聘请了十多位双聘教授、兼职教授和客座教授。化学系现任系主任为王训。化学系每年招收博士后50多人。

## 科研方向与教学
化学系的“有机化学”和“仪器分析”课程为国家精品课。分析化学为国家重点学科，物理化学为国家培育重点学科。
化学系的科研方向主要涉及：生命过程中的化学问题，有机光电子材料与器件，新型晶体功能材料，超分子自组装和纳米结构材料，中药复方的分子生物学，导电高分子材料的合成与性能，以新能源及环境保护为目标的新催化系统等等。

## 主要实验室
清华大学化学系现有两个教育部重点实验室：“生命有机磷化学及化学生物学教育部重点实验室”和“有机光电子与分子工程教育部重点实验室”。
清华大学分析中心设在化学系。分析中心拥有透射电镜（TEM）、扫描电镜（SEM）、扫描俄歇探针仪（AES）、X射线光电子能谱仪（XPS）、等离子体发射光谱仪（ICP）、傅里叶变换红外多联机光谱仪（Mic/GC/Raman/FTIR）、激光拉曼光谱仪（LRS）、顺磁共振波谱仪（ESR）、600兆核磁共振波谱仪（NMR）、色质联用仪（GC-MS）、液质联用仪（LC-MS）、高效液相色谱仪（HPLC）、X射线荧光光谱仪（XRF）以及紫外、原子吸收光谱仪等大型分析仪器。化学系还有国家级实验室北京电子能谱中心。

## 历任系主任
- 杨光弼（1926年-1928年）
- 高崇熙（1928年-1929年）
- 张子高（1929年-1938年）
- 杨石先（1938年-1945年）（西南联合大学化学系系主任）
- 高崇熙（1938年-1946年）（西南联合大学时期清华大学化学系代理系主任）
- 黄子卿（1945年-1946年）（西南联合大学化学系系主任）
- 高崇熙（1946年-1950年）
- 张子高（1950年-1952年）
- 吴国是（1985年-1991年）
- 廖沐真（1991年-1996年）[2]
- 薛芳渝（1996年-2002年）
- 邱勇（2002年-2008年）
- 张希（2008年-2014年）
- 王训（2014年-）

## 教师
- 杨光弼、高崇熙、梁传铃、赵学海、沈镇南、谢惠、张子高、萨本铁、黄子卿、李运华、张大煜、苏国桢、张青莲、马祖圣、严仁荫、冯新德、黄新民、唐有祺、吴国是、廖沐真、薛芳渝、邱勇、张希